# تپه جیلی ۰۴۵
تپه جیلی ۰۴۵ در شهرستان شوشتر، روستای لنگر واقع شده و این اثر در تاریخ ۵ آذر ۱۳۸۰ با شمارهٔ ثبت ۴۳۲۵ به‌عنوان یکی از آثار ملی ایران به ثبت رسیده است.